# Gustaf Wilhelm von Schlippenbach
Gustaf Wilhelm von Schlippenbach, födelse- och dödsår ej kända, var en svensk militär. Han var son till Wolmar von Schlippenbach. 
von Schlippenbach deltog i Henrik Horns diversion i Preussen 1678–1679 samt utnämndes 1700 till överstelöjtnant vid Vellingks ingermanländska dragonregemente och 1701 till kommendant i Nöteborg, som han vid ryssarnas tredje stormning den 13 oktober 1702 nödgades uppge. Han begav sig med sitt folk till Narva, begärde själv krigsrätt av kommendanten där, generalmajor Henning Rudolf Horn, som var överkommendant över alla fästningarna i Ingermanland, och blev av denne i april 1703 arresterad för smädelse mot åklagaren vid rätten, som insinuerat, att von Schlippenbach flytt. När ryssarna i augusti 1704 "med stormande hand inom 3/4 timme utan 
någon särdeles förlust emporterade" Narva, som von Schlippenbach malitiöst säger i en underdånig skrivelse, kom han ur arresten och utverkade sig av tsar Peter att mot borgen av åtta fångna svenska officerare och löfte om utväxling av en rysk överstelöjtnant få bege sig till Stockholm för att inför rådet bevisa, att ej han, utan Horn, som trots böner lämnat honom utan hjälp, bar skulden för Nöteborgs fall. På sommaren 1705 kommunicerade rådet handlingarna i målet med krigsfiskalen Jacob Falkenclo, som den 5 oktober samma år förklarade sig på grund av dessas otillfredsställande beskaffenhet inte kunna yttra sig om von Schlippenbachs skuld eller oskuld, men ogillade i mycket förfarandet mot honom.